# 写真家の女たち
『写真家の女たち』（Guinevere）は、1999年に公開されたアメリカ映画。日本では2001年初公開。

## 概要
自分の将来に迷いを兆した少女が父親ほど歳の離れた写真家の男性と出会い、自分の才能を見出してくれた写真家に愛を傾け、大人へと成長してゆく姿を描いたドラマ。監督は『好きと言えなくて』や『キッド』でも脚本を担当したオードリー・ウェルズ。サラ・ポーリーが主人公ハーパーの不安と期待の入り混じる微妙な乙女心を繊細表現している。

## キャスト
- サラ・ポーリー - ハーパー
- スティーヴン・レイ - コニー
- ジーン・スマート - デボラ
- ジーナ・ガーション - ビリー
- ポール・ドゥーリー - ウォルター
- キャリー・プレストン - パティ
- トレイシー・レッツ - ザック
- エミリー・プロクター - スーザン
- シャロン・マクナイト - レズリー
- ゲディ・ワタナベ - エド
- カールトン・ウィルボーン - ジェイ
- サンドラ・オー - シンディ
- グレイス・ウナ - エイプリル
- ジャスミン・ガイ - リンダ